# Jeannine Peeters
Pour les articles homonymes, voir Peeters.
Jeannine Peeters, née le 12 avril 1959, est une judokate belge.

## Carrière
Jeannine Peeters est médaillée de bronze dans la catégorie des moins de 52 kg aux Championnats d'Europe féminins de judo 1977. Elle est ensuite médaillée de bronze dans la catégorie des moins de 61 kg aux Championnats d'Europe féminins de judo 1978, aux Championnats d'Europe féminins de judo 1980, aux Championnats du monde de judo 1982.